# Слюнявчик

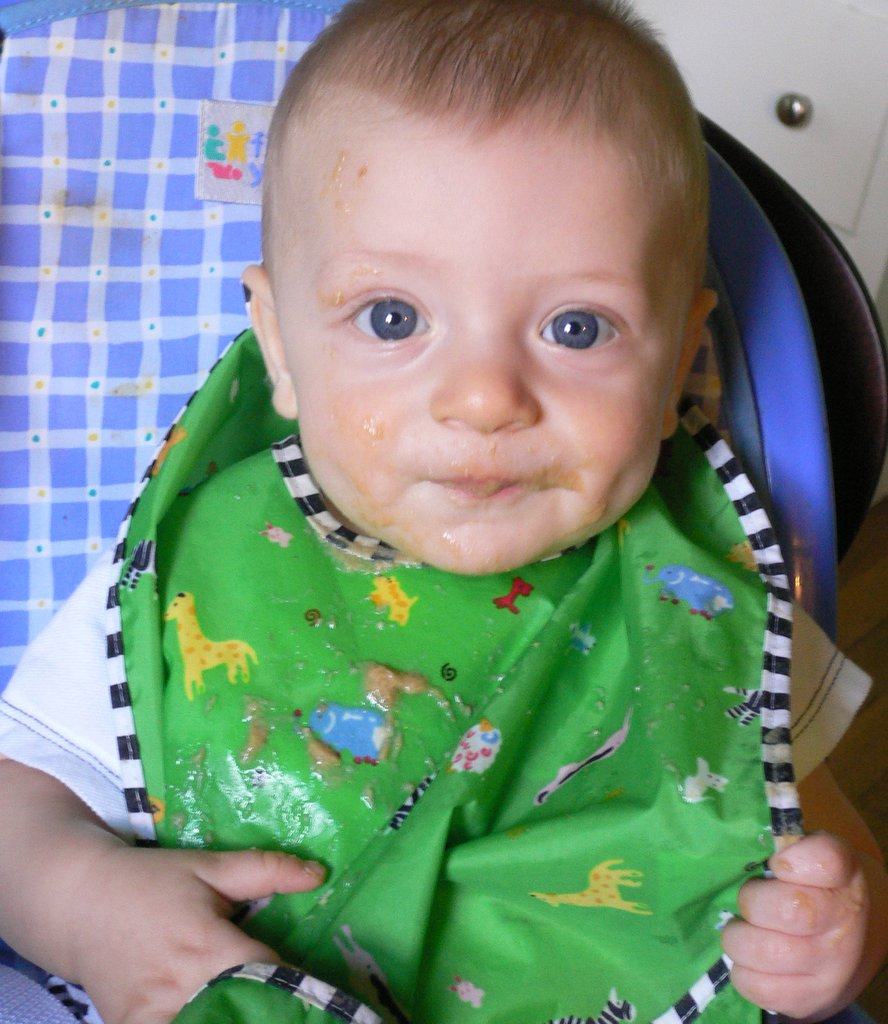
Ребёнок в слюнявчике

Слюня́вчик (от слюна, слюнявить) — предмет одежды, располагающийся от уровня шеи и закрывающий верхнюю часть груди для защиты одежды от возможного загрязнения в процессе приёма пищи. Также слюнявчиком называют служащий той же цели нагрудник у маленьких детей.
В стоматологии применяют одноразовые бумажные слюнявчики для защиты одежды пациента во время проверок ротовой полости или очистки её после лечения зубов.
Строгих ограничений на размер, форму и материал слюнявчика нет. Импровизированный слюнявчик делается из любой подходящей чистой тряпки простым креплением за воротник.
Некоторые модели слюнявчиков могут иметь большой размер и «кармашки», в то время как другие модели могут закрывать лишь низ шеи и небольшую часть груди.
Современные слюнявчики для детей изготавливаются с креплением на  липучках, кнопках, крючках, пуговицах и т. п.

## Другие функционально схожие предметы
Нагрудные салфетки (в русском языке их обычно не называют слюнявчиками), используемые во время приёма пищи, включающего «сложные» или «неудобные» блюда, как, например, омары (лобстеры). Как и другие салфетки, они используются и для вытирания рук.

## Похожие по форме предметы
Медицинское значение имеет нагрудник (опять же, в русском языке он не называется слюнявчиком! — прим. перев.), состоящий в том числе из свинца, для того, чтобы защитить пациента от радиации во время рентгеновских проверок внутренних органов (если делают снимок не грудной клетки)